# Marco Doria
Pour les articles homonymes, voir Doria.
Marco Doria, né le 13 octobre 1957 à Gênes, est un homme politique italien, membre de Gauche, écologie et liberté (SEL). Il est maire de Gênes de 2012 à 2017.

## Biographie
Marco Doria est un descendant de la célèbre famille Doria qui donna plusieurs doges à la république de Gênes. Après avoir remporté les primaires de la gauche, il est élu maire lors des élections municipales le 21 mai 2012. Il est également maire de la ville métropolitaine de Gênes à partir de 2014. Il ne se représente pas lors des élections municipales de juin 2017.